# 八橋売茶翁
八橋 売茶翁（やつはし ばいさおう、1760年（宝暦10年） - 1828年3月20日（文政11年2月5日））は、江戸時代の臨済宗の僧、茶人。諱は方巌、字は祖永、曇熙で、八橋売茶翁は号である。他に、梅谷売茶・八橋山方巌禅師・方巌叟・八橋山唐衣閣・紫燕禅翁・自在庵・唐衣殿通仙禅翁・小隠売茶といった号を称した。二代目売茶翁と呼ばれ、煎茶道「売茶流」の流祖。

## 来歴
筑前国に、福岡藩士笠原四郎衛門の三男として生まれる。しかし兄弟を含む一家がすべて死に絶えたことで久世家の養子となり、長崎の崇福寺で18歳頃から修行に入った。
その後27歳頃の時期に、京都の妙心寺に移り、ここで相国寺管長の大典顕常より売茶翁高遊外の教えを受けた。大典は初代売茶翁（高遊外）の友人で、彼を通じて高遊外の生き方に強い感銘を覚える。
1796年頃に江戸に出て上野近辺で生活する傍ら、高遊外がしたように茶道具を携行して寛永寺で即席の茶店を開き、参詣者に茶を振る舞った。江戸で茶人としての生活を約9年続けた後、46歳の折に江戸を出奔、三河国池鯉鮒宿近くの八橋にある在原寺に入って、無住だった寺を再興する。続いて無量寿寺の再興を依頼された売茶翁は、その寄進を募るため各地に赴いた。この時期には売茶翁の名声を頼って無量寿寺に来訪する客もおり、その一人だった紀州藩主の徳川治宝は売茶翁を和歌山に招いた。
文政11年2月5日（1828年3月20日）、無量寿寺で死去した。